# Eriopyga tucumana
Eriopyga tucumana là một loài bướm đêm trong họ Noctuidae.